# Bajo la piel (disc de Green Valley)
Bajo La Piel és el sisè disc de la banda espanyola de reggae i dancehall Green Valley.
Va ser llançat el 25 d'abril del 2019, amb col·laboracions com SFDK o Macaco o els peruans Laguna Pai.
El disc compta amb molt de missatge social i molts missatges d'amor de parella, fills i d'amistat. La banda ha fet una aposta molt important per la producció i una obertura musical a altres gèneres del pop, el reggae o el rap.

## Curiositats deDónde Irán
Entre les cançons del disc, hi ha la cançó Dónde Irán, una cançó que parla de la immigració, la xenofòbia i en part el racisme, en què el videoclip surt de la diferència de com tractem les persones a Europa i a l'Àfrica. Arran d'aquesta cançó, es va fer un documental al primer lloc seria un making off. En aquest documental s'explica la vida de Mamadou Dia i Sani Ladan, dues persones immigrants que van arribar a Espanya deixant una estela de germans morts a la mediterrània i van aconseguir integrar-se a la societat, completar estudis i tornar als seus llocs d'origen per compartir la seva experiència vital i aprenentatge.

## Llista de cançons
1. Dónde Irán
2. Sol y Luna
3. Ya me Cansé
4. Nunca Pararé (con SFDK)
5. Somos Luz
6. La Niña de la Plata
7. Caminando (con Macaco)
8. El Mundo Llora (con Laguna Pai)
9. Don Ramiro
10. El Criminal
11. Soñar
12. Un Amigo